# ヴァルデマ・トフテ
ラース・ヴァルデマ・トフテ（Lars Valdemar Tofte 1832年10月21日 - 1907年5月28日）は、デンマークのヴァイオリニスト。半世紀にわたって後進の育成に励み、300人を超えるデンマークのヴァイオリニストを育てた。

## 生涯

### 若年期
1832年10月21日にコペンハーゲンに生を受けた。父は蒸留酒の製造を行っていたハンス・ラースン・トフテ（1798年-1857年）、母はマティルデ・ピーダスン（1812年-1867年）である。音楽を愛しヴァイオリンを巧みに弾きこなした彼の父は息子が音楽家、特にヴァイオリンのヴィルトゥオーゾになることを希望した。そのため、父は幼い頃からトフテをコンサートへと連れて行き、ミスカ・ハウザー、ユベール・レオナール、カール・メーザー、フランソワ・プルームといった偉大な芸術家の演奏を聴かせた。また教育に優れた教師も見つけてきた。最初はハンス・クリスチャン・ロンビの楽団でヴァイオリニストを務めていた、美しいボウイングで知られるカール・ピーダスン、次がデンマーク王立管弦楽団のJulius Semlerである。1850年の秋に音楽協会がニルス・ゲーゼの監督の下で独自の管弦楽団を結成すると、トフテは早くからヴァイオリニストとして加わった。ゲーゼはトフテにハノーファーで「ヴァイオリンの王」たるヨーゼフ・ヨアヒムに習うことを勧めた。助言に従ったトフテは1853年から1856年にヨアヒムに弟子入りし、時おりカッセルでルイ・シュポーアの指導を受けることもあった。

### キャリア
帰国後の1856年5月に音楽協会管弦楽団でデビューを飾ったトフテは大絶賛を浴びた。協会とはソリストとして、またクレスチャン・シューレング、ヴィルヘルム・クレスチャン・ホルム、フランツ・ネルーダとの四重奏による室内楽演奏の仕事を行った。1863年にはデンマーク王立管弦楽団には楽団員及び独奏者として雇用され、1893年に引退するまでシューレングと交代で独奏者を務めていった。
1867年にデンマーク音楽アカデミーが創設された際、トフテは初代のヴァイオリンの教員に任用された。その長きにわたる重要なキャリアに対して、1893年には教授の称号をもって報いられている。1904年まで教壇に立った彼はデンマークの全楽派のヴァイオリニストに指導を施したことになる。その教えを受けたヴァイオリニストの数は300人を上回ると見積もられ、ほぼ2世代の芸術家に及ぶ。門弟にはアントン・スヴェンセン、フレデリック・ヒルマー、フリーダ・スコッタ、フィニ・ヘンリクス、フレズレク・ロング、ヴィクトー・ベンディクス、カール・ニールセン、ギーオウ・フベアらがいる。
1866年3月3日、トフテはエーネ・キアスティーネ・パウリーネ・ヴィロムスンとトリニティ教会で結婚した
トフテは1907年5月28日にコペンハーゲンで永眠、ヴェストレ墓地に埋葬された。アール・ヌーヴォーの墓石はトーヴァル・ビネスブルがデザインしたもので1908年に建てられた。